# Kandaouraoul
Kandaouraoul (en russe : Кандаураул, en tchétchène : Сала-Юрт) est un village ou aoul du centre du Daghestan en fédération de Russie situé dans le raïon (district) de Khassaviourt. Sa population, composée de Koumyks et de Tchétchènes sunnites, était de 1 662 habitants en 2010.

## Géographie
Kandaouraoul se trouve au nord de Khassaviourt à la limite des villages de Tsiyab-Itchitchali (au nord-est), de Batachyourt, de Simsir et d'Osmanyourt (au sud-ouest), de Bamayourt (à l'est) et d'Adjimijagatyourt (à l'ouest).

## Histoire
Les Tchétchènes qui habitent dans la partie occidentale du village le nomment Saala-Yourt, et les Koumyks qui habitent dans la partie orientale du village le nomment Kandaouraoul.